# Лама Джампа Тайе
Лама Джампа Тайе е будистки учител (лама), преподаващ методите на традициите Сакя и Карма Кагю на тибетския будизъм. Той преподава повече от тридесет години и е духовен лидер на организацията от будистки центрове, наречена Дечен. Автор е на няколко книги за тибетския будизъм и има докторска степен от Манчестърския Университет за изследвания на тибетската религия. Известен е като един от първите хора от Запада, упълномощени да преподават ученията на Ваджраяна. 

## Биография
Лама Джампа Тайе е роден в католическо семейство в Манчестър през 1952 и през 1973 г. на двадесетгодишна възраст среща първия си учител Карма Тинлей Ринпоче.  Други главни учители за него са Техни Светейшества Сакя Тризин и Кармапа (както шестнадесетия, така и седемнадесетия). Донякъде необичайно лама Джампа има отговорността и пълномощията да преподава ученията на две приемствености на тибетския будизъм: Сакя и Карма Кагю заради широтата както на медитативния си опит, така и на академичната си подготовка. 

## Дечен
Лама Джампа Тайе е духовен ръководител на мрежа от будистки центрове, наречена Дечен (на тибетски „велико блаженство“) с пълномощията и от името на своя учител Карма Тинлей Ринпоче. Това са повече от двадесет центъра във Великобритания, САЩ, Мексико и няколко страни в Европа, между които България.

## Преподаване
Лама Джампа пътува интензивно и дава учения и посвещения в много страни както за Дечен, така и по покана на други организации.  Лама Джампа също е и преподавател в Международния будистки институт на Кармапа (КИБИ) в Делхи.  Негово Светейшество Сакя Тризин казва: „Бих искал да поздравя Лама Джампа Тайе за непоколебимия ентусиазъм и усилия отдадени на благородната кауза да направи дхарма достъпна за тези, които имат интерес от нея и да го насърча да продължи добрата си работа.“ 
В преподаването си Лама Джампа следва традиционния за тибетския будизъм стил, като поставя ударение и на историческия аспект на Ваджраяна и по този начин той утвърждава непрекъснатата приемственост на ученията.

## Книги
- Diamond Sky, (Ganesha Press, 1989 ISBN 0-9509119-1-7)
- Garland of Gold, (Ganesha Press, 1990 ISBN 0-9509119-3-3)
- Way of Tibetan Buddhism, (Thorsons, 2001 ISBN 0-7225-4017-5)
- River of Memory, (Ganesha Press, 2005 ISBN 0-9509119-2-5)
- Rain of Clarity, (Ganesha Press, 2006 ISBN 0-9509119-4-1)